# Aden, Jemen
Aden (arabsko  'Adan) je mesto v Jemnu, od 1967 do 1990 glavno mesto Južnega Jemna. Mesto je pristanišče in gospodarsko središče južnega dela države ob Adenskem zalivu. Ob pristanišču je staro mestno jedro, ki je glavna znamenitost. V mestu so tudi univerza, narodni muzej in mednarodno letališče. Po odprtju Sueškega prekopa leta 1869 je v mestu oskrbovalna postaja za ladje na poti v Indijsko Britansko posest v letih 1839−1967.

## Zgodovina
Leta 1839 so Aden zasedli Britanci, do 1937 je bil del Britanske Indije, nato kronska britanska kolonija. Protektorat Aden je nastal 1886–1914 s pogodbo o varstvu med Veliko Britanijo in arabskimi knezi, 1962 so protektorat preimenovali v Južnoarabsko federacijo, 1963 so ji priključili tudi nekdanjo kronsko kolonijo Aden.